# Rot-Weiss Essen 1970-1971
Questa voce raccoglie le informazioni riguardanti il Rot-Weiss Essen nelle competizioni ufficiali della stagione 1970-1971.

## Stagione
Nella stagione 1970-1971 il Rot Weiss Essen, allenato da Herbert Burdenski e Willi Vordenbäumen, concluse il campionato di Bundesliga al 18º posto. In Coppa di Germania il Rot Weiss Essen fu eliminato al primo turno dal RW Oberhausen.

## Rosa
| N. |                     | Ruolo | Calciatore           |
| -- | ------------------- | ----- | -------------------- |
|    | Germania (bandiera) | P     | Heinz Blasey         |
|    | Germania (bandiera) | P     | Fred-Werner Bockholt |
|    | Germania (bandiera) | D     | Peter Czernotzky     |
|    | Germania (bandiera) | D     | Hermann Erlhoff      |
|    | Germania (bandiera) | D     | Heinz Koch           |
|    | Germania (bandiera) | D     | Klaus Link           |
|    | Germania (bandiera) | D     | Roland Peitsch       |
|    | Germania (bandiera) | D     | Wolfgang Rausch      |
|    | Germania (bandiera) | D     | Heinz Stauvermann    |
|    | Germania (bandiera) | C     | Erich Beer           |
|    | Germania (bandiera) | C     | Hans Dörre           |

| N. |                        | Ruolo | Calciatore          |
| -- | ---------------------- | ----- | ------------------- |
|    | Germania (bandiera)    | C     | Diethelm Ferner     |
|    | Germania (bandiera)    | C     | Günter Fürhoff      |
|    | Germania (bandiera)    | C     | Georg Jung          |
|    | Germania (bandiera)    | A     | Dieter Bast         |
|    | Germania (bandiera)    | A     | Manfred Burgsmüller |
|    | Germania (bandiera)    | A     | Hugo Dausmann       |
|    | Germania (bandiera)    | A     | Walter Hohnhausen   |
|    | Paesi Bassi (bandiera) | A     | Willi Lippens       |
|    | Germania (bandiera)    | A     | Helmut Littek       |
|    | Germania (bandiera)    | A     | Karlheinz Pöhling   |
|    | Germania (bandiera)    | A     | Herbert Weinberg    |

## Organigramma societario
Area tecnica
- Allenatore: Willi Vordenbäumen
- Allenatore in seconda:
- Preparatore dei portieri:
- Preparatori atletici:

## Calciomercato

### Sessione estiva
| Acquisti | Acquisti          | Acquisti      | Acquisti |
| R.       | Nome              | da            | Modalità |
| -------- | ----------------- | ------------- | -------- |
| A        | Hugo Dausmann     | RW Oberhausen |          |
| D        | Hermann Erlhoff   | Schalke 04    |          |
| A        | Walter Hohnhausen | Villingen     |          |
| D        | Klaus Link        | Lubecca       |          |

| Cessioni | Cessioni         | Cessioni            | Cessioni |
| R.       | Nome             | a                   | Modalità |
| -------- | ---------------- | ------------------- | -------- |
| A        | Fred Englert     | Vikt. Aschaffenburg |          |
| P        | Istvan Kenderesi | Twente              |          |
| D        | Rolf Lefkes      | Arminia Hannover    |          |

### Sessione invernale
| Acquisti | Acquisti | Acquisti | Acquisti |
| R.       | Nome     | da       | Modalità |
| -------- | -------- | -------- | -------- |

| Cessioni | Cessioni        | Cessioni      | Cessioni |
| R.       | Nome            | a             | Modalità |
| -------- | --------------- | ------------- | -------- |
| C        | Egbert ter Mors | De Graafschap |          |

## Risultati

### Bundesliga

#### Girone di andata
| Arbitro: | Fuchs |

|                            |           |  |
| Hohnhausen 79’ Lippens 87’ | Marcatori |  |

| Bielefeld 22 agosto 1970, ore 15:30 CET 2ª giornata | Arminia Bielefeld | 0 – 0 referto | Rot-Weiss Essen | Bielefelder Alm (19 000 spett.)\| Arbitro: \| Wengenmayer \| |
| Arbitro:                                            | Wengenmayer       |               |                 |                                                              |

| Arbitro: | Betz |

|                                       |           |  |
| Lippens 28’, 43’ Beer 49’ Fürhoff 75’ | Marcatori |  |

| Arbitro: | Gabor |

|                    |           |                            |
| Roth 6’ Müller 37’ | Marcatori | 58’ Hohnhausen 65’ Lippens |

| Arbitro: | Aldinger |

|                              |           |                                          |
| Lippens 17’, 80’ Fürhoff 73’ | Marcatori | 7’ Schumacher 22’ Brozulat 56’ Karbowiak |

| Arbitro: | Dittmer |

|                                                         |           |             |
| van Haaren 26’ (rig.), 57’ Rüssmann 37’ Pohlschmidt 79’ | Marcatori | 15’ Lippens |

| Arbitro: | Schröck |

|                     |           |  |
| Jung 4’ Lippens 72’ | Marcatori |  |

| Arbitro: | Seiler |

|               |           |                |
| Bjørnmose 13’ | Marcatori | 36’ Hohnhausen |

| Arbitro: | Heckeroth |

|  |           |               |
|  | Marcatori | 15’ Gersdorff |

| Arbitro: | Hamer |

|           |           |  |
| Budde 26’ | Marcatori |  |

| Arbitro: | Redelfs |

|            |           |            |
| Lippens 4’ | Marcatori | 88’ Olsson |

| Arbitro: | Biwersi |

|                  |           |             |
| Steffenhagen 55’ | Marcatori | 35’ Lippens |

| Arbitro: | Bonacker |

|  |           |              |
|  | Marcatori | 14’ Trimhold |

| Arbitro: | Biwersi |

|                 |           |                         |
| Jung 11’ (aut.) | Marcatori | 19’ Mors 71’ Hohnhausen |

| Arbitro: | Schäfer |

|                            |           |  |
| Hohnhausen 17’ Lippens 61’ | Marcatori |  |

| Arbitro: | Tschenscher |

|             |           |                        |
| Fürhoff 43’ | Marcatori | 52’ Fevre 66’ Heynckes |

| Arbitro: | Riegg |

|                      |           |             |
| Nogly 57’ Dörfel 87’ | Marcatori | 50’ Lippens |

#### Girone di ritorno
| Arbitro: | Frickel |

|                           |           |             |
| Keller 51’, 65’ Bertl 89’ | Marcatori | 71’ Lippens |

| Arbitro: | Aldinger |

|                        |           |           |
| Lippens 14’ Littek 35’ | Marcatori | 65’ Braun |

| Arbitro: | Heckeroth |

|                                           |           |                      |
| Vogt 1’, 12’, 65’ Hošić 14’ Friedrich 77’ | Marcatori | 51’ Lippens 60’ Bast |

| Arbitro: | Redelfs |

|                                 |           |           |
| Lippens 59’ Hohnhausen 65’, 67’ | Marcatori | 8’ Müller |

| Oberhausen 27 febbraio 1971, ore 15:30 CET 22ª giornata | RW Oberhausen | 0 – 0 referto | Rot-Weiss Essen | Niederrheinstadion (24 000 spett.)\| Arbitro: \| Betz \| |
| Arbitro:                                                | Betz          |               |                 |                                                          |

| Arbitro: | Riegg |

|                |           |                       |
| Hohnhausen 50’ | Marcatori | 62’, 86’, 89’ Fischer |

| Arbitro: | Frickel |

|                                       |           |                         |
| Overath 58’ Hemmersbach 63’ Flohe 80’ | Marcatori | 45’ Lippens 83’ Peitsch |

| Arbitro: | Tschenscher |

|                      |           |                          |
| Erlhoff 23’ Beer 56’ | Marcatori | 28’ Lorenz 85’ Bjørnmose |

| Arbitro: | Wengenmayer |

|           |           |  |
| Ulsaß 34’ | Marcatori |  |

| Arbitro: | Lutz |

|             |           |               |
| Lippens 32’ | Marcatori | 13’ Kentschke |

| Arbitro: | Picker |

|                                                     |           |                |
| Entenmann 12’ Olsson 26’, 34’ Weiß 51’ Weidmann 88’ | Marcatori | 67’ Hohnhausen |

| Arbitro: | Schulenburg |

|  |           |                                     |
|  | Marcatori | 13’ Horr 74’ Steffenhagen 78’ Gayer |

| Arbitro: | Aldinger |

|                                                       |           |                       |
| Schütz 12’, 38’, 60’ Held 18’ Neuberger 27’, 50’, 86’ | Marcatori | 57’ Littek 82’ Rausch |

| Arbitro: | Regely |

|                             |           |                                           |
| Lippens 66’ Stauvermann 88’ | Marcatori | 33’ Gecks 59’ (rig.) Bechtold 70’ Kremers |

| Arbitro: | Ohmsen |

|                                        |           |              |
| Kalb 52’ (rig.) Lindner 60’ Nickel 62’ | Marcatori | 7’, 57’ Bast |

| Arbitro: | Betz |

|                                  |           |                                        |
| Laumen 7’, 30’ Heynckes 49’, 56’ | Marcatori | 21’ Erlhoff 72’ Stauvermann 83’ Ferner |

| Arbitro: | Berner |

|             |           |                                     |
| Peitsch 88’ | Marcatori | 55’ (aut.) Beer 57’ Klier 83’ Nogly |

### Coppa di Germania
| Arbitro: | Basedow |

|                                                 |           |                              |
| Kobluhn 10’ Lücke 57’ Sühnholz 85’ Fröhlich 88’ | Marcatori | 36’, 40’ Hohnhausen 47’ Beer |

## Statistiche

### Statistiche di squadra
| Competizione      | Punti | In casa | In casa | In casa | In casa | In casa | In casa | In trasferta | In trasferta | In trasferta | In trasferta | In trasferta | In trasferta | Totale | Totale | Totale | Totale | Totale | Totale | DR  |
| Competizione      | Punti | G       | V       | N       | P       | Gf      | Gs      | G            | V            | N            | P            | Gf           | Gs           | G      | V      | N      | P      | Gf     | Gs     | DR  |
| ----------------- | ----- | ------- | ------- | ------- | ------- | ------- | ------- | ------------ | ------------ | ------------ | ------------ | ------------ | ------------ | ------ | ------ | ------ | ------ | ------ | ------ | --- |
| Bundesliga        | 23    | 17      | 6       | 4       | 7       | 27      | 25      | 17           | 1            | 5            | 11           | 21           | 43           | 34     | 7      | 9      | 18     | 48     | 68     | -20 |
| Coppa di Germania | -     | 0       | 0       | 0       | 0       | 0       | 0       | 1            | 0            | 0            | 1            | 3            | 4            | 1      | 0      | 0      | 1      | 3      | 4      | -1  |
| Totale            | 23    | 17      | 6       | 4       | 7       | 27      | 25      | 18           | 1            | 5            | 12           | 24           | 47           | 35     | 7      | 9      | 19     | 51     | 72     | -21 |

### Andamento in campionato
| Giornata  | 1 | 2 | 3 | 4 | 5 | 6 | 7 | 8 | 9 | 10 | 11 | 12 | 13 | 14 | 15 | 16 | 17 | 18 | 19 | 20 | 21 | 22 | 23 | 24 | 25 | 26 | 27 | 28 | 29 | 30 | 31 | 32 | 33 | 34 |
| --------- | - | - | - | - | - | - | - | - | - | -- | -- | -- | -- | -- | -- | -- | -- | -- | -- | -- | -- | -- | -- | -- | -- | -- | -- | -- | -- | -- | -- | -- | -- | -- |
| Luogo     | C | T | C | T | C | T | C | T | C | T  | C  | T  | C  | T  | C  | C  | T  | T  | C  | T  | C  | T  | C  | T  | C  | T  | C  | T  | C  | T  | C  | T  | T  | C  |
| Risultato | V | N | V | N | N | P | V | N | P | P  | N  | N  | P  | V  | V  | P  | P  | P  | V  | P  | V  | N  | P  | P  | N  | P  | N  | P  | P  | P  | P  | P  | P  | P  |
| Posizione | 3 | 3 | 1 | 1 | 4 | 7 | 4 | 5 | 6 | 8  | 8  | 8  | 9  | 7  | 6  | 8  | 8  | 12 | 9  | 12 | 11 | 8  | 12 | 14 | 14 | 14 | 14 | 14 | 15 | 16 | 17 | 18 | 18 | 18 |

Legenda:

Luogo: C = Casa; T = Trasferta. Risultato: V = Vittoria; N = Pareggio; P = Sconfitta.

### Statistiche dei giocatori
| Giocatore      | Bundesliga | Bundesliga | Bundesliga  | Bundesliga | Coppa di Germania | Coppa di Germania | Coppa di Germania | Coppa di Germania | Totale   | Totale | Totale      | Totale     |
| Giocatore      | Presenze   | Reti       | Ammonizioni | Espulsioni | Presenze          | Reti              | Ammonizioni       | Espulsioni        | Presenze | Reti   | Ammonizioni | Espulsioni |
| -------------- | ---------- | ---------- | ----------- | ---------- | ----------------- | ----------------- | ----------------- | ----------------- | -------- | ------ | ----------- | ---------- |
| D. Bast        | 22         | 3          | 0           | 0          | 0                 | 0                 | 0                 | 0                 | 22       | 3      | 0           | 0          |
| E. Beer        | 32         | 2          | 0           | 0          | 1                 | 1                 | 0                 | 0                 | 33       | 3      | 0           | 0          |
| H. Blasey      | 4          | 0          | 0           | 0          | 0                 | 0                 | 0                 | 0                 | 4        | 0      | 0           | 0          |
| F. Bockholt    | 31         | 0          | 0           | 0          | 1                 | 0                 | 0                 | 0                 | 32       | 0      | 0           | 0          |
| M. Burgsmüller | 2          | 0          | 0           | 0          | 0                 | 0                 | 0                 | 0                 | 2        | 0      | 0           | 0          |
| P. Czernotzky  | 31         | 0          | 0           | 0          | 1                 | 0                 | 0                 | 0                 | 32       | 0      | 0           | 0          |
| H. Dausmann    | 0          | 0          | 0           | 0          | 0                 | 0                 | 0                 | 0                 | 0        | 0      | 0           | 0          |
| H. Dörre       | 5          | 0          | 0           | 0          | 0                 | 0                 | 0                 | 0                 | 5        | 0      | 0           | 0          |
| H. Erlhoff     | 34         | 2          | 0           | 0          | 1                 | 0                 | 0                 | 0                 | 35       | 2      | 0           | 0          |
| D. Ferner      | 15         | 1          | 0           | 0          | 0                 | 0                 | 0                 | 0                 | 15       | 1      | 0           | 0          |
| G. Fürhoff     | 22         | 3          | 0           | 0          | 1                 | 0                 | 0                 | 0                 | 23       | 3      | 0           | 0          |
| W. Hohnhausen  | 31         | 9          | 0           | 0          | 1                 | 2                 | 0                 | 0                 | 32       | 11     | 0           | 0          |
| G. Jung        | 25         | 1          | 0           | 0          | 1                 | 0                 | 0                 | 0                 | 26       | 1      | 0           | 0          |
| H. Koch        | 2          | 0          | 0           | 0          | 0                 | 0                 | 0                 | 0                 | 2        | 0      | 0           | 0          |
| K. Link        | 2          | 0          | 0           | 0          | 0                 | 0                 | 0                 | 0                 | 2        | 0      | 0           | 0          |
| W. Lippens     | 29         | 19         | 0           | 0          | 1                 | 0                 | 0                 | 0                 | 30       | 19     | 0           | 0          |
| H. Littek      | 22         | 2          | 0           | 0          | 0                 | 0                 | 0                 | 0                 | 22       | 2      | 0           | 0          |
| E. Mors        | 17         | 1          | 0           | 0          | 1                 | 0                 | 0                 | 0                 | 18       | 1      | 0           | 0          |
| R. Peitsch     | 27         | 2          | 0           | 0          | 1                 | 0                 | 0                 | 0                 | 28       | 2      | 0           | 0          |
| K. Pöhling     | 0          | 0          | 0           | 0          | 0                 | 0                 | 0                 | 0                 | 0        | 0      | 0           | 0          |
| W. Rausch      | 23         | 1          | 0           | 0          | 1                 | 0                 | 0                 | 0                 | 24       | 1      | 0           | 0          |
| H. Stauvermann | 33         | 2          | 0           | 0          | 1                 | 0                 | 0                 | 0                 | 34       | 2      | 0           | 0          |
| H. Weinberg    | 20         | 0          | 0           | 0          | 0                 | 0                 | 0                 | 0                 | 20       | 0      | 0           | 0          |